# Johann Philipp Beckmann
Johann Philipp Beckmann (* 31. Dezember 1752 in Hamburg; † 28. Juni 1814 ebenda) war ein deutscher Jurist und Kunstsammler.

## Leben
Johann Philipp Beckmann wurde am letzten Tag des Jahres 1752 in Hamburg geboren. Er ging zunächst auf dem Johanneum zur Schule und ab 1772 auf das Akademische Gymnasium. Zum Studium ging er nach Leiden und promovierte 1777 dort als Dr. der Rechte. Nach dem Studium kehrte er nach Hamburg zurück und wurde Sekretär am Domkapitel, heutzutage vergleichbar mit einem Geschäftsführer. 1814 verstarb er im Alter von 61 Jahren.
Recht ausführlich erwähnte der Hamburger Friedrich Johann Lorenz Meyer die ansehnliche Sammlung von überwiegend chinesischen Gemälden. Während seine medizinische und theologische Bibliothek ein Jahr nach seinem Tod am 20. November 1815 von dem Makler Johann Jürgen Berndes zur Versteigerung angeboten wurde, stand seine Sammlung erst 10 Jahre nach seinem Tode 1824 zum Verkauf. Dazu existierte ein Verkaufskatalog des Maklers Georg Ernst Harzen mit einer Vorrede von Friedrich Johann Lorenz Meyer und Peter Friedrich Röding. Das Kunstkabinett umfasste: 310 Positionen Porzellan, 8 Alabaster, 46 Speckstein, 82 Lackierungen, 40 jap. Kupfer und Bronze, 7 Kunstwerke der Mechanik, 26 Holzarbeiten, 45 Elfenbein, 12 Perlmutt, 9 Schild-patt, 7 Silber, 12 optische Sachen, 20 Feuerwerk, 28 Terra Cotta, 12 Stickereien, 11 Zeichenapparate, 60 Wassermalereien (Aquarelle), 28 Ölgemälde und 42 Glasmalereien. Für Auskünfte standen Peter Friedrich Röding und Rudolph Sickmann zur Verfügung. Beckmann habe ein naturhistorische Kabinett „nicht ohne Wert“ besessen, schrieb Hans Schröder. Tatsächlich war im Haus ein Naturalien- und Kunstkabinett untergebracht, es gehörte aber Dr. (juris) Schultz (Ernst Christoph).
Er war verheiratet mit Anna Margaretha Schlüter, Tochter von Philipp Schlüter und dessen Frau Bernardine, geb. Luynders. Die Tochter Catharina Amalia Beckmann war verheiratet mit dem Senator Peter Siemsen (1787–1854). Der Sohn Philipp Martin Beckmann (* 29. März 1788–1868) ging nach Leipzig.
Beckmann war als Freimaurer Provinzial-Großmeister der englischen Provinzial-Loge des niedersächsischen Kreises zu Hamburg und später Erster Großmeister der Großen Loge zu Hamburg.

## Porträts
- Martin Ferdinand Quadal schuf 1796 in Hamburg Porträts der Eheleute. (Abbildung: Johannes Meyer, Hamburger Kunstverein (Hg.): Hamburger Bildnisse. Meissner, Hamburg 1913, S. 13–14, (Digitalisat, Staats- und Universitätsbibliothek Hamburg)).